# Fidget cube

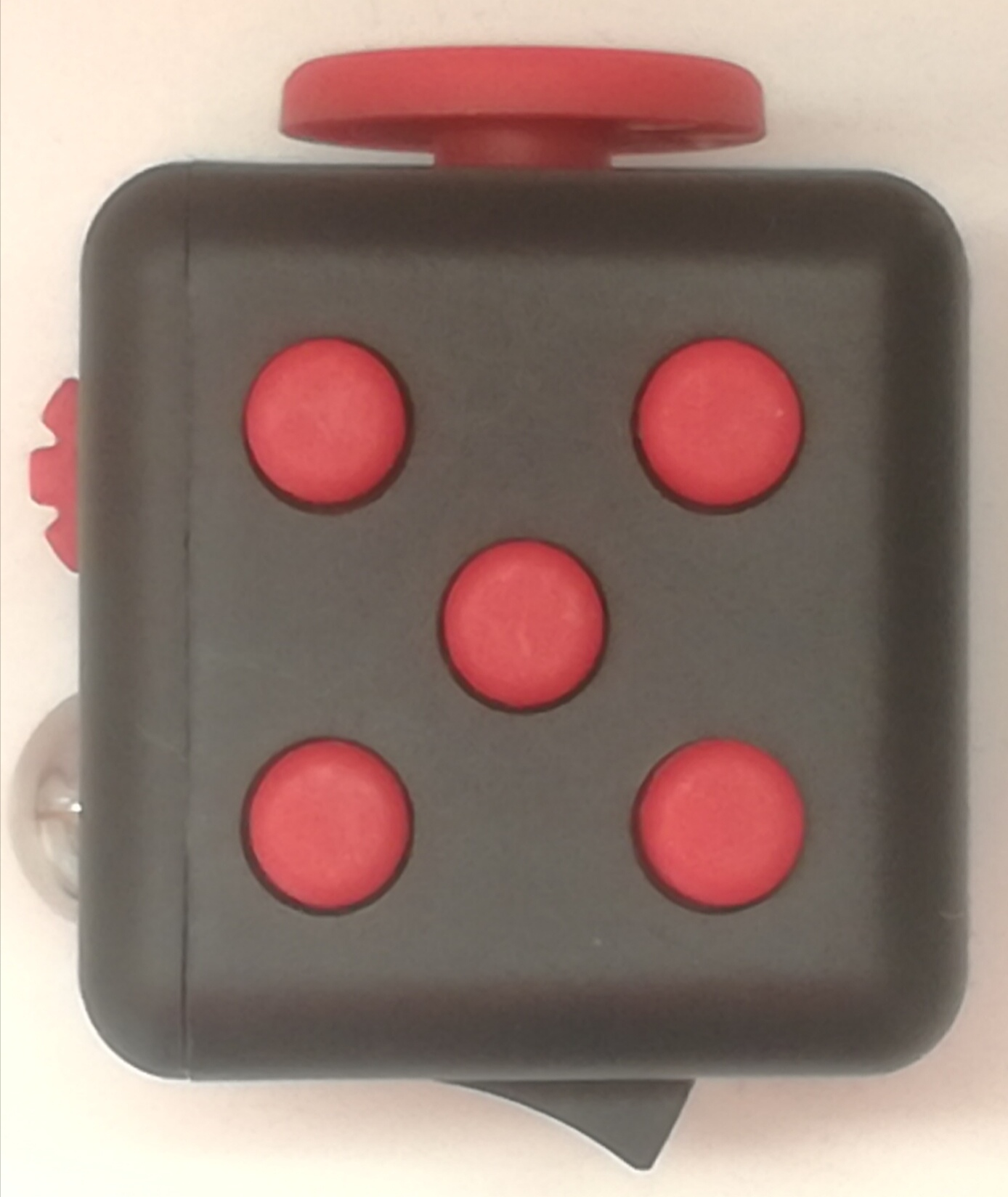

Een Fidget cube of friemelkubus is een kunststof speeltje. Het is bedoeld om mensen die veel met hun handen friemelen zich beter te laten concentreren. 
De kubus kan met duim en wijsvinger van een hand worden gebruikt. De kubussen hebben zes tactiele oppervlakken in de vorm van een joystick, een schakelaar, een kuiltje, een metalen bal met kleine tandwielen en een draaischijfje. De gebruiker kan hiermee indrukken, rollen, flippen, wrijven, draaien en glijden. Op een van de zijden bevindt zich een kuiltje om de duim in te plaatsen, te vergelijken met een worry stone. De zijde met vijf knopjes maakt geluid dat te vergelijken is met het klikken van een pen. Er bestaan ook kubussen met stille knopjes of schakelaar. De kubus is verkrijgbaar in meerdere kleurstellingen.
De kubus is een variatie op de stressbal en werd bedacht door de Amerikaanse broers McLachlan rondom een crowdfundingproject. Dit project startte op 30 augustus 2016. Na het succes in Amerika sloeg de rage ook over andere landen. Een afgeleide versie van de friemelkubus is de Fidget spinner.